# Повреде лобање
Повреде лобање се односе на преломе костију које учествују у њеној изградњи. Преломи ове регије се могу поделити на преломе свода лобање и преломе базе лобање. Нарочито је опасно уколико се ради о вишеструком прелому изнад кога је кожа повређена и запрљана. Такође су опасни и преломи код којих су делови кости утиснути и, цепајући овојнице мозга, врше притисак на мозак. Специфичну групу представљају преломи који се шире наниже на лице (синусе, очну дупљу итд).
Сам прелом лобање захтева праћење здравственог стања пацијента јер је глава примила већу количију енергије и могу се јавити и други типови повреда. Често постоје и повреде испод фрактура (нпр. повреде артерија омотача мозга са изливањем крви; повреда живца покретача лица приликом прелома слепоочне кости и сл).

## Клиничка слика
Уколико постоје преломи на предњем делу базе лобање, могу се јавити модрице око ока и истицање крви и ликвора на нос (лат. nasoliquorrhoea). У случају прелома слепоочне кости често из уха цури крв.

## Дијагноза и лечење
Дијагноза се поставља на основу рендгенских снимака и компјутеризоване томографије лобање.
Већина прелома су тзв. пукотинасти преломи (лат. fractura cranii linearis) који, уколико су изоловани, захтевају само праћење. Оперативно лечење је потребно уколико прелом доводи до већег притиска на мозак, уколико су коштани делови запрљани или постоје други разлози за развој инфекције (цурење ликвора, комуникација са синусима).
Уколико након прелома лобање заостане дефект, он се може током исте или накнадне операције надокнадити вештачким материјалима са веома задовољавајућим козметским ефектима.